# Agnese di Merania (duchessa consorte)
Agnese di Merania (1215 circa – 7 gennaio 1263) fu, attraverso i suoi due matrimoni, duchessa consorte d'Austria dal 1230 al 1243 e duchessa consorte di Carinzia dal 1256 fino alla sua morte.

## Biografia

### Famiglia

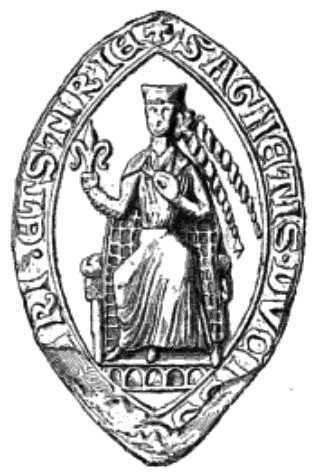
Sigillo di Agnese, duchessa d'Austria

Agnese era figlia del duca della stirpe degli Andechs Ottone I di Merania e della contessa Beatrice II di Borgogna, quest'ultima appartenente alla stirpe imperiale degli Hohenstaufen. Attraverso suo padre, era una nipote di Agnese di Wettin. Le sue zie erano Agnese Maria di Andechs-Merania, regina consorte di Francia, Gertrude di Merania, regina consorte d'Ungheria, ed Edvige di Slesia, duchessa consorte di Polonia, poi canonizzata come santa. Attraverso sua madre, Agnese era anche pronipote dell'imperatore Federico Barbarossa.
Suo fratello Ottone II († 1248) successe al padre come duca di Merania e conte di Borgogna, mentre sua sorella Beatrice († 1271) sposò il conte ascanide Ermanno II di Weimar-Orlamünde. Sua sorella minore Adelaide († 1279) sposò il conte Ugo III di Chalon e successe a suo fratello Ottone come contessa di Borgogna.

### Matrimoni
Nel 1229 sposò Federico di Babenberg, figlio ed erede del duca Leopoldo VI d'Austria. Suo marito, che era conosciuto come "il Litigioso", aveva appena divorziato dalla sua prima moglie Eudossia Lascarina ("Sofia"), una figlia dell'imperatore bizantino Teodoro I Lascaris, a causa dell'assenza di figli. Succedette al padre come duca d'Austria nel 1230. Sulla base della dote della moglie, che comprendeva i grandi possedimenti degli Andechs nella marca della Carniola e nella marca vindica, iniziò anche a chiamarsi "signore di Carniola" dal 1232.
Tuttavia, Federico II divorziò anche da Agnese a causa dell'assenza di figli nel 1243. L'altero sovrano austriaco si lanciò in un feroce conflitto di confine con il re Béla IV d'Ungheria e fu ucciso nella battaglia del fiume Leitha del 1246. Non avendo lasciato figli, la linea maschile della dinastia Babenberg si estinse con lui. L'eredità della stirpe andò quindi a sua sorella Margherita e a sua nipote Gertrude.
Dal 1250 Agnese è documentata come consorte di Ulrico di Sponheim, figlio del duca Bernardo di Carinzia. Ulrico poté succedere al defunto marito di Agnese come signore in Carniola e divenne duca di Carinzia alla morte del padre nel 1256. La coppia ebbe due figli, che tuttavia morirono giovani. Agnese morì nel 1263 e fu sepolta nell'abbazia di Stična nella marca vindica (ora in Slovenia). Dopo la morte del secondo marito nel 1269, la sua dote passò al re Ottocaro II di Boemia.

## Ascendenza
|                         |                     |                       | Genitori                                   |  |  | Nonni |  |  | Bisnonni            |  |  | Trisnonni              |  |
|                         |                     |                       |                                            |  |  |       |  |  | Bertoldo I d'Istria |  |  | Bertoldo II di Andechs |  |
|                         |                     |                       |                                            |  |  |       |  |  | Bertoldo I d'Istria |  |  | Bertoldo II di Andechs |  |
|                         |                     | Sofia di Carniola     |                                            |  |  |       |  |  | Bertoldo I d'Istria |  |  |                        |  |
| Bertoldo IV d'Andechs   |                     |                       |                                            |  |  |       |  |  | Bertoldo I d'Istria |  |  |                        |  |
|                         |                     | Edvige di Wittelsbach | Ottone IV di Wittelsbach                   |  |  |       |  |  |                     |  |  |                        |  |
|                         |                     | Edvige di Wittelsbach | Ottone IV di Wittelsbach                   |  |  |       |  |  |                     |  |  |                        |  |
|                         |                     | Edvige di Wittelsbach | Heilika di Pettendorf-Lengenfeld-Hopfenohe |  |  |       |  |  |                     |  |  |                        |  |
| Ottone II di Borgogna   |                     | Edvige di Wittelsbach |                                            |  |  |       |  |  |                     |  |  |                        |  |
|                         |                     | Dedi III di Lusazia   | Corrado di Meißen                          |  |  |       |  |  |                     |  |  |                        |  |
|                         |                     | Dedi III di Lusazia   | Corrado di Meißen                          |  |  |       |  |  |                     |  |  |                        |  |
|                         |                     | Dedi III di Lusazia   | Luitgarda di Ravenstein                    |  |  |       |  |  |                     |  |  |                        |  |
| Agnese di Rochlitz      |                     | Dedi III di Lusazia   |                                            |  |  |       |  |  |                     |  |  |                        |  |
|                         |                     | Matilde di Heinsberg  | …                                          |  |  |       |  |  |                     |  |  |                        |  |
|                         |                     | Matilde di Heinsberg  | …                                          |  |  |       |  |  |                     |  |  |                        |  |
|                         |                     | Matilde di Heinsberg  | …                                          |  |  |       |  |  |                     |  |  |                        |  |
| Agnese di Merania       |                     | Matilde di Heinsberg  |                                            |  |  |       |  |  |                     |  |  |                        |  |
|                         | Federico Barbarossa | Federico II di Svevia |                                            |  |  |       |  |  |                     |  |  |                        |  |
|                         | Federico Barbarossa | Federico II di Svevia |                                            |  |  |       |  |  |                     |  |  |                        |  |
|                         | Federico Barbarossa | Giuditta di Baviera   |                                            |  |  |       |  |  |                     |  |  |                        |  |
| Ottone I di Borgogna    | Federico Barbarossa |                       |                                            |  |  |       |  |  |                     |  |  |                        |  |
|                         |                     | Beatrice di Borgogna  | Rinaldo III di Borgogna                    |  |  |       |  |  |                     |  |  |                        |  |
|                         |                     | Beatrice di Borgogna  | Rinaldo III di Borgogna                    |  |  |       |  |  |                     |  |  |                        |  |
|                         |                     | Beatrice di Borgogna  | Agata di Lorena                            |  |  |       |  |  |                     |  |  |                        |  |
| Beatrice II di Borgogna |                     | Beatrice di Borgogna  |                                            |  |  |       |  |  |                     |  |  |                        |  |
|                         |                     | Tebaldo V di Blois    | Tebaldo IV di Blois                        |  |  |       |  |  |                     |  |  |                        |  |
|                         |                     | Tebaldo V di Blois    | Tebaldo IV di Blois                        |  |  |       |  |  |                     |  |  |                        |  |
|                         |                     | Tebaldo V di Blois    | Matilde di Carinzia                        |  |  |       |  |  |                     |  |  |                        |  |
| Margherita di Blois     |                     | Tebaldo V di Blois    |                                            |  |  |       |  |  |                     |  |  |                        |  |
|                         |                     | Alice di Francia      | Luigi VII di Francia                       |  |  |       |  |  |                     |  |  |                        |  |
|                         |                     | Alice di Francia      | Luigi VII di Francia                       |  |  |       |  |  |                     |  |  |                        |  |
|                         |                     | Alice di Francia      | Eleonora d'Aquitania                       |  |  |       |  |  |                     |  |  |                        |  |
|                         |                     | Alice di Francia      |                                            |  |  |       |  |  |                     |  |  |                        |  |